# Amerhapha gracilis
Amerhapha gracilis är en tvåvingeart som beskrevs av Rubsaamen 1914. Amerhapha gracilis ingår i släktet Amerhapha och familjen gallmyggor. Inga underarter finns listade i Catalogue of Life.